# هومير (جورجيا)
هومير (بالإنجليزية: Homer, Georgia)‏ هي بلدة تقع في مقاطعة بانكس، جورجيا بولاية جورجيا في الولايات المتحدة. تبلغ مساحتها 25 (كم²)، وترتفع عن سطح البحر 248 م، بلغ عدد سكانها 1141 نسمة في عام 2010 حسب إحصاء مكتب تعداد الولايات المتحدة وتصل الكثافة السكانية فيها 45.7 نسمة/كم2.

## وصلات خارجية
- The US50 - Cities and Towns in Georgia State
- Georgia Cities and Towns, Facts, Map, Flag, Colleges, Government, and More